# جيرداو
جيرداو (بالبرتغالية: Gerdau‏)هي أكبر منتج للصلب الطويل في الأمريكتين، ولديها مصانع للصلب في البرازيل والأرجنتين وكندا وكولومبيا وجمهورية الدومينيكان والمكسيك وبيرو والولايات المتحدة وأوروغواي وفنزويلا. حاليا، جيرداو لديها قدرة مركبة تصل إلى 26 مليون طن متري من الفولاذ سنويا وتقدم الفولاذ للبناء المدني، والسيارات، والصناعية، والزراعية والقطاعات المختلفة.
جيرداو هي أيضًا أكبر 30 شركة لصناعة الصلب في العالم. لديها 337 وحدة صناعية وتجارية وأكثر من 30.000 موظف في 10 دول.